# Feitiço
Luís Macedo Matoso, detto Feitiço (San Paolo, 29 settembre 1901 – San Paolo, 23 agosto 1985), è stato un calciatore brasiliano, di ruolo attaccante. Soprannominato Imperador do Futebol (l'Imperatore del calcio), con più di 400 reti all'attivo è uno dei maggiori realizzatori di nazionalità brasiliana.

## Caratteristiche tecniche
Giocava come attaccante; la sua principale caratteristica era la finalizzazione, che lo portò, nel periodo al Santos, a stabilire una media gol di 1,43 a partita.

## Carriera

### Club
Iniziò la carriera nel São Bento di San Paolo, in cui vinse il campionato statale nel 1925; trasferitosi al Santos, ne diventò il miglior realizzatore, segnando 216 gol in 151 partite. Poi si trasferì al Corinthians — rivale del Palmeiras, in cui aveva giocato durante una tournée nel 1925 — e al Peñarol, in Uruguay. Nel 1940 chiuse la carriera, al São Cristóvão, nello stato di Rio de Janeiro. È il quinto miglior marcatore della storia del Santos, nonché quello con la miglior media gol.

### Nazionale
Giocò solo una competizione, la Copa Rio Branco del 1931, ma la vinse e segnò sei reti in quattro partite (di cui quattro in un solo incontro); aveva anche fatto parte, in precedenza, della Selezione Paulista.

## Palmarès

### Club

#### Competizioni nazionali
- Campionato paulista: 1

São Bento: 1925
- Campionato uruguaiano: 1

Peñarol: 1935
- Campionato Carioca: 1

Vasco da Gama: 1936

### Nazionale
- Copa Rio Branco: 1

1931

### Individuale
- Capocannoniere del Campionato Paulista: 6

1923 (18 gol), 1924 (14 gol), 1925 (10 gol), 1929 (12 gol), 1930 (17 gol), 1931 (39 gol)